# Gare de Noyal - Acigné
La gare de Noyal - Acigné est une gare ferroviaire française de la ligne de Paris-Montparnasse à Brest, située sur le territoire de la commune de Noyal-sur-Vilaine, à proximité d'Acigné, dans le département d'Ille-et-Vilaine en région Bretagne.
La station est mise en service en 1857 par la compagnie des chemins de fer de l'Ouest. C'est aujourd'hui une halte ferroviaire de la Société nationale des chemins de fer français (SNCF) desservie par des trains express régionaux du réseau TER Bretagne, circulant entre Rennes et Vitré. À une dizaine de kilomètres à l'est de Rennes, elle permet d'atteindre la gare de Rennes en dix minutes.

## Situation ferroviaire
Établie à 47 m d'altitude, la gare de Noyal - Acigné est située au point kilométrique (PK) 362,166 de la ligne de Paris-Montparnasse à Brest, entre les gares de Servon et Cesson-Sévigné.
La gare dispose de deux voies et deux quais latéraux, la voie 1 vers Rennes, la voie 2 vers Vitré et Laval. Historiquement, la voie 2 était doublée par une voie en impasse (le butoir se situe à proximité du pont routier de la D92). Au sud, plusieurs appareils de voie permettaient également d'accéder à la voie de service desservant le quai haut (pour le déchargement de marchandises). Le dernier aiguillage a été déposé vers 2015, mais ce quai est encore visible de nos jours. Enfin, encore antérieurement, une autre voie de service en impasse contournait ce quai par le sud. Son butoir sert aujourd'hui de socle à une antenne de télécommunication, à l'angle de la rue de la Gare et de la D92.

## Histoire

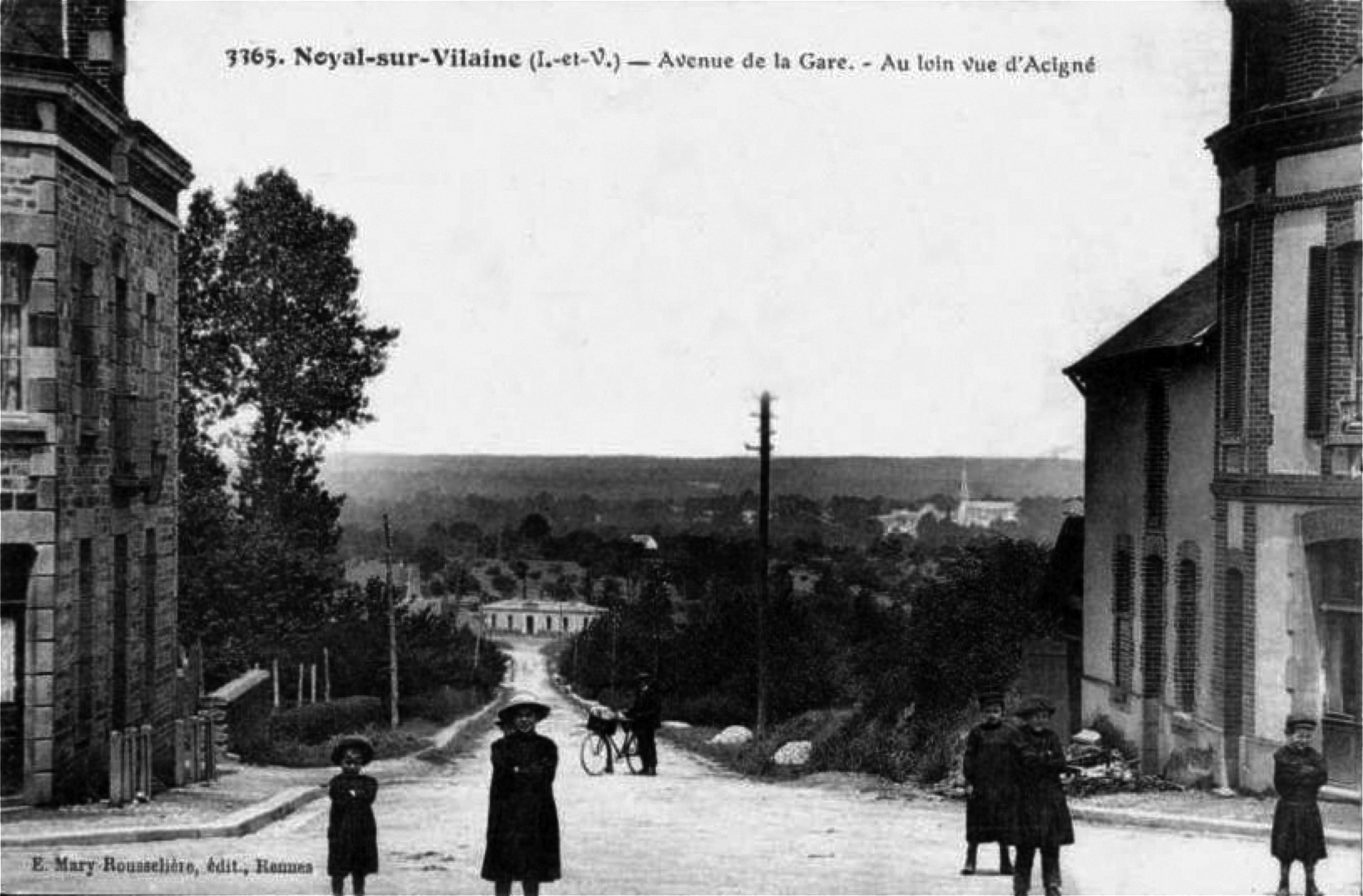
Carte postale ancienne de l'avenue de la gare à Noyal-sur-Vilaine avec au deuxième plan le bâtiment voyageurs de la gare de Noyal-Acigné et plus loin le bourg d'Acigné.

En 1856, c'est l'une des deux stations, avec Châteaubourg, prévues entre celles de Vitré et Rennes. Dénommée Noyal, elle est mise en service par la compagnie des chemins de fer de l'Ouest lors de l'ouverture du tronçon entre Vitré et Rennes le 1er mai 1857. À la demande de la commune d'Acigné qui a plus d'habitants utilisant la gare que sa voisine de Noyal-sur-Vilaine, la gare située entre les deux bourgs est renommée Noyal-Acigné le 12 janvier 1858. Afin d'améliorer l'accès peu pratique à la gare, la commune de Noyal demande la création d'une nouvelle voie permettant un accès direct depuis le bourg, ce qui est fait en créant le boulevard de la Gare inauguré en 1895, actuellement Boulevard Barbot.
Le 10 juillet 1943, la résistance provoque le déraillement d'un train de permissionnaires allemands et d'un train de marchandise ; les victimes sont nombreuses puisqu'il y aurait eu environ 200 morts et 300 blessés.
Au début des années 2000, l'ancien bâtiment voyageurs, fermé depuis quelques années et qui a perdu le fronton qui surmontait la porte, est réhabilité par la commune pour abriter l'association Le petit TNB (théâtre Noyal-Brecé). En 2009, des travaux d'amélioration de la halte concernent le changement des abris de quais et du mobilier. Dans le cadre du renforcement des dessertes de la ligne, la halte bénéficie de plus de dix arrêts supplémentaires.
En 2015, selon les estimations de la SNCF, la fréquentation annuelle de la gare est de 145 166 voyageurs.
Il est prévu d'augmenter la fréquence de passage, tout du moins la proportion de TER s'arrêtant à cette gare à la suite de la mise en service de la LGV Bretagne-Pays de la Loire, en juillet 2017.

## Fréquentation
De 2015 à 2023, selon les estimations de la SNCF, la fréquentation annuelle de la gare s'élève aux nombres indiqués dans le tableau ci-dessous.
| Année     | 2015    | 2016    | 2017    | 2018    | 2019    | 2020    | 2021    | 2022    |
| --------- | ------- | ------- | ------- | ------- | ------- | ------- | ------- | ------- |
| Voyageurs | 143 357 | 138 660 | 144 860 | 167 904 | 216 068 | 141 669 | 158 526 | 246 195 |

| Année     | 2023    |
| --------- | ------- |
| Voyageurs | 285 601 |

## Services voyageurs

### Accueil

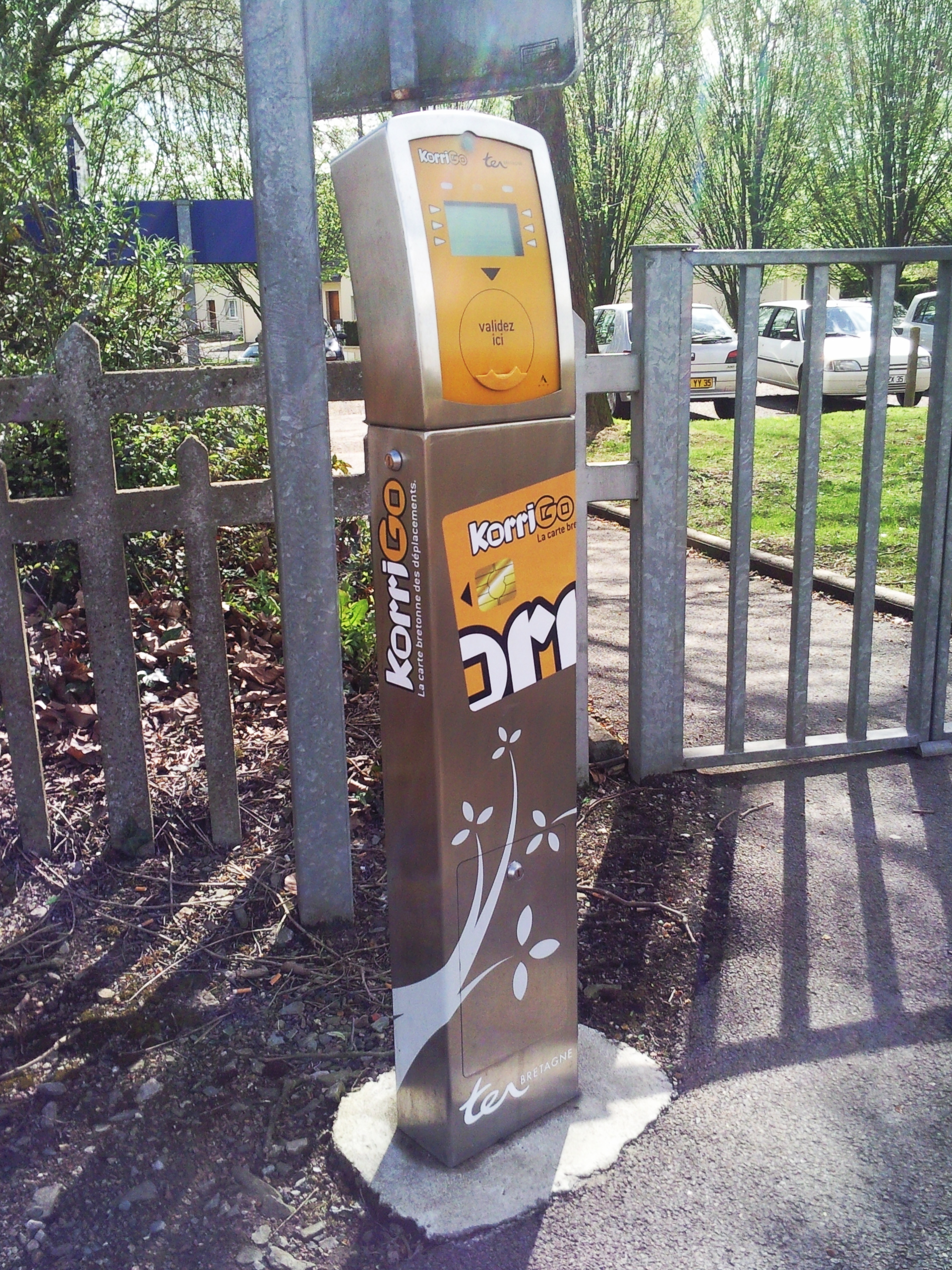
Automate pour les billets KorriGo.

Halte SNCF, c'est un point d'arrêt non géré (PANG) à entrée libre disposant de panneaux d'informations et d'abris de quais. Elle est équipée d'automates pour la validation des titres de transports sur les cartes à puce Korrigo.

### Desserte
Noyal - Acigné est desservie par des trains TER Bretagne qui circulent entre les gares de Rennes et Vitré. Il y a quotidiennement une vingtaine de trains dans chaque sens. Il est prévu d'augmenter la desserte - certains trains passent actuellement sans s'arrêter - quand la ligne à grande vitesse Rennes - Le Mans sera mise en service.

### Intermodalité
La gare est desservie par la ligne 514 du réseau BreizhGo. Un parking pour les véhicules y est aménagé face à l'ancien bâtiment voyageurs et son extension été aménagée en 2011 sur une ancienne emprise SNCF. Il existe également un abri pour les vélos.